# 宇宙医学
宇宙医学（うちゅういがく、英語：space medicine）とは宇宙空間、宇宙飛行下の諸条件が人体に及ぼす影響を解明し、その適性、順応、保護などを研究する学問である。

## 概要
宇宙医学は今後の宇宙開発において重要なテーマであり、生理学的、心理学的研究が行われる。ロケット打ち上げや降下時の加速度や放射線（宇宙線）、強い光線、高・低温からの人体の保護、宇宙船内での酸素濃度や気圧の変化、無重力状態下の生活と人体への影響、生活周期の乱れや孤独感・不安感などの精神的負荷など、研究内容は多岐にわたる。スペースシャトルや宇宙ステーション内での人為的活動を行なう際に、健康維持の方法を考察することも行う。

## 歴史
かつては、初期のクラーク作品に見られるように、宇宙の無重力空間に人間が進出したら重力に起因する様々な健康上の問題から解放され、長寿にもなるだろうという意見があったが、実際に有人宇宙船が打ち上げられ、百日単位で宇宙に滞在する人間が出るようになると、様々な弊害が出ることが判明した。宇宙空間では重力がないため、重い体重を支える必要のない骨からカルシウムが溶け出したり（長期間生活すると止まるという説あり）、負荷がかからないため筋力が弱まって地上に降りると立つことも困難になるなどの現象が起きたのである。そのため宇宙進出にあたっては、宇宙空間の特性に応じた医学が必要となった。

## 潜水医学
潜水医学とは潜水士やダイバーなど潜水作業に従事する者の健康管理などを扱う分野である。これを専門として海上自衛隊の潜水医官も経験した金井宣茂によれば宇宙医学と潜水医学には類似した点が多いという。宇宙と潜水環境の関係について同様の考えを持つ専門家は少なくなく、深海と宇宙の接点に関する研究も実際になされている。